# Mark Fayne
Mark C. Fayne (* 15. Mai 1987 in Nashua, New Hampshire) ist ein ehemaliger US-amerikanischer Eishockeyspieler. Der Verteidiger bestritt zwischen 2010 und 2016 über 300 Partien für die New Jersey Devils und Edmonton Oilers in der National Hockey League.

## Karriere
Mark Fayne spielte zunächst von 2003 bis 2006 im US-Bundesstaat Massachusetts für die High-School-Mannschaft der Noble and Greenough School, im High-School-Ligensystem der Vereinigten Staaten. Der vielfältig sportlich interessierte US-Amerikaner war neben der Ausführung des Eishockeysports auch in den Sportarten Fußball und Lacrosse präsent. Beim NHL Entry Draft 2005 wurde er in der fünften Runde an Position 155 von den New Jersey Devils ausgewählt. In der Saison 2005/06, seiner letzten im Eishockeyteam der Noble and Greenough School, wurde Fayne zum Mannschaftskapitän ernannt. Er überzeugte vor allem durch seine Offensivstärke und erzielte in 29 Partien der regulären Saison 10 Tore und 24 Assists. Nach Abschluss dieser Saison wurde Fayne ins First All-Star Team der NEPSIHA Division I gewählt und als wertvollster Spieler der Independent School League ausgezeichnet.

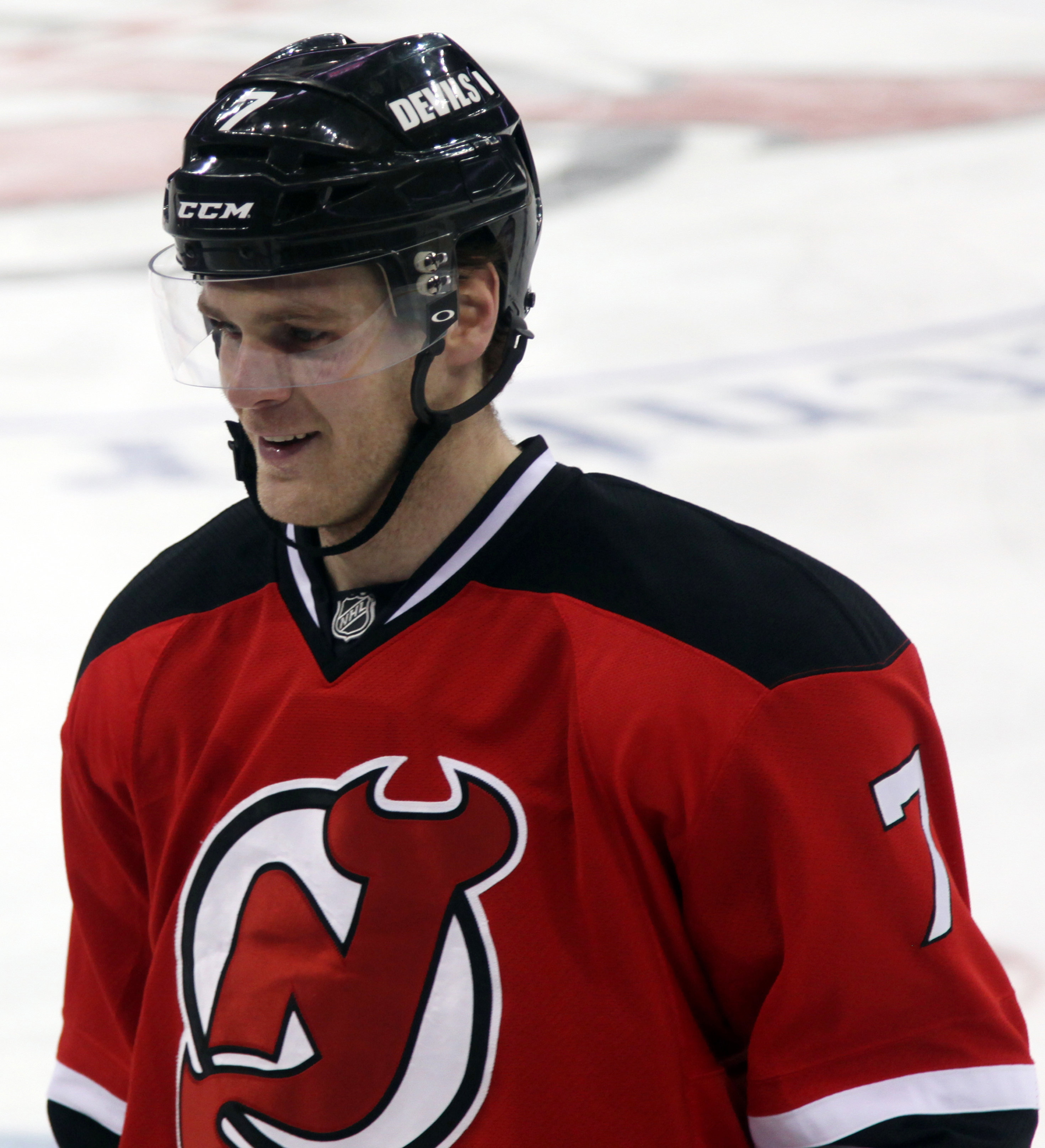
Fayne im Trikot der New Jersey Devils (2014)

Zur Saison 2006/07 begann der Verteidiger ein Studium am Providence College und ging für deren Eishockeymannschaft, die Providence Friars, in der Hockey East, einer Division im Spielbetrieb der National Collegiate Athletic Association, aufs Eis. Nach Abschluss seiner Debütsaison, in der Fayne alle 36 Saisonpartien der Friars absolviert hatte, wurde er ins All-Rookie Team der Hockey East gewählt. Weiters wurde er teamintern als bester Defensivspieler ausgezeichnet. Im Dezember 2007 gewann Fayne mit der Mannschaft den Mayor’s Cup durch einen 8:0-Sieg gegen die Eishockeymannschaft der Brown University, die Brown Bears. Zum Saisonende 2007/08 erhielt er zum zweiten Mal in Folge die teaminterne Auszeichnung als bester Defensivspieler der Providence Friars, nachdem er im Verlauf der Spielzeit vor allem sein Defensivspiel verfeinert und seine physische Stärke effektiver genutzt hatte.
In der Spielzeit 2008/09 stand der US-Amerikaner, inzwischen als Assistenzkapitän tätig, in 33 Partien auf dem Eis und beendete diese mit einer negativen Plus/Minus-Bilanz. Mit den Friars errang er seinen zweiten Mayor’s Cup und erhielt zum mittlerweile dritten Mal in Serie die Würdigung als teaminterner Defensivspieler des Jahres. Diese Auszeichnung teilte er sich mit Matt Taormina. In der Saison 2009/10 steigerte sich der Verteidiger vor allem im Offensivspiel und steuerte fünf Tore sowie 17 Torvorlagen in 34 Partien bei. Im Saisonverlauf war er zum Mannschaftskapitän der Friars ernannt worden und beendete die Spielzeit 2009/10 als drittbester teaminterner Scorer. Seine überzeugenden Leistungen am Providence College wurden zum Abschluss seiner Collegekarriere entsprechend gewürdigt und Fayne mit vier Awards belohnt. Neben der Auszeichnung als wertvollster Spieler des Jahres der Providence Friars wurde ihm auch eine Ehrung für die meisten Torvorlagen und die Ausführung des Kapitänsamts verliehen. Weiters gewann der US-Amerikaner zum vierten Mal in seiner Laufbahn die Trophäe für den besten teaminternen Defensivspieler des Jahres, wobei sich Fayne diese Auszeichnung mit Torwart Alex Beaudry teilte.
Im August 2010 unterzeichnete er einen Einstiegsvertrag bei den New Jersey Devils. Zunächst wurde er im Farmteam bei den Albany Devils in der American Hockey League eingesetzt, bei denen er im Saisonverlauf 19 Partien absolvierte und vier Punkte beisteuerte. Am 22. November 2010 wurde Fayne als emergency call-up, als sogenannter notfallmäßiger Notnagel, in den NHL-Kader der New Jersey Devils berufen. Am 15. Dezember 2010 erzielte der US-Amerikaner sein erstes NHL-Tor, als er in der Partie gegen die Phoenix Coyotes deren Torwart Ilja Brysgalow mit einem Schlagschuss bezwang. Im Verlauf der Spielzeit etablierte er sich im Kader der Devils und erzielte als teamintern punktbester Defensivrookie in 57 NHL-Spielen vier Tore und zehn Assists. Seine Plus/Minus-Bilanz von +10 war die beste der gesamten Mannschaft.
Nach vier Jahren in New Jersey schloss er sich im Juli 2014 den Edmonton Oilers an, nachdem sein Vertrag von den Devils nicht verlängert wurde. Seinen Platz im NHL-Aufgebot verlor Fayne bei den Oilers nach der Saison 2015/16 und spielte fortan hauptsächlich für deren Farmteam, die Bakersfield Condors. Im Dezember 2017 wurde er an die ebenfalls in der AHL spielenden Springfield Thunderbirds verliehen. Nach der Saison 2017/18 wurde sein in Edmonton auslaufender Vertrag schließlich nicht verlängert, was in der Folge das Ende seiner aktiven Karriere bedeuten sollte.

### International
Für die Weltmeisterschaft 2011 wurde Fayne erstmals in den Kader der US-amerikanischen Auswahl berufen. Er stand in vier Partien auf dem Eis und verbuchte eine Torvorlage.

## Erfolge und Auszeichnungen
- 2007 Hockey East All-Rookie Team

## Karrierestatistik

### International
Vertrat die USA bei:
- Weltmeisterschaft 2011

(Legende zur Spielerstatistik: Sp oder GP = absolvierte Spiele; T oder G = erzielte Tore; V oder A = erzielte Assists; Pkt oder Pts = erzielte Scorerpunkte; SM oder PIM = erhaltene Strafminuten; +/− = Plus/Minus-Bilanz; PP = erzielte Überzahltore; SH = erzielte Unterzahltore; GW = erzielte Siegtore; 1 Play-downs/Relegation; Kursiv: Statistik nicht vollständig)